# Stolberger SV
Der Stolberger SV (offiziell: Stolberger Spielverein 1911 e. V.) war ein Sportverein aus Stolberg in der Städteregion Aachen. Die erste Fußballmannschaft spielte elf Jahre in der höchsten mittelrheinischen Amateurliga und wurde 1957 Mittelrheinmeister.

## Geschichte
Im Jahre 1909 gründeten sich in Stolberg die Fußballvereine FC Preußen und FC Hohenzollern. Der FC Preußen schloss sich ein Jahr nach der Gründung dem Stolberger Turnverein an, spaltete sich aber bereits 1911 als Turn- und Spielverein Stolberg wieder ab. Am 14. Dezember 1918 fusionierte dieser mit dem FC Hohenzollern zum Stolberger Spielverein. Im Jahre 1939 fusionierte der Verein mit Adler Büsbach zum Stolberger Sportverein. Schon im Jahre 1946 kam es zur Spaltung in die beiden Stammvereine.
Im Jahre 1947 stiegen die Stolberger in die Bezirksklasse auf und wurden auf Anhieb Meister. In der folgenden Aufstiegsrunde wurde der Aufstieg in die Rheinbezirksliga, damals die höchste Amateurliga am Mittelrhein, geschafft. Nach nur einer Saison ging es wieder hinunter. Tiefpunkt der Saison war eine 0:9-Niederlage bei Bayer 04 Leverkusen. Erst im Jahre 1952 gelang die Rückkehr in die nunmehr Landesliga genannte höchste Amateurliga. Drei Jahre später wurden die Stolberger Meister ihrer Staffel und unterlagen in den Endspielen um die Mittelrheinmeisterschaft dem SV Bergisch Gladbach 09. Die Gladbacher verzichteten auf die Teilnahme an der Aufstiegsrunde zur II. Division West. Der Stolberger SV verzichtete aber auf das mögliche Nachrücken. 1956 qualifizierten sich die Stolberger für die neu geschaffene Verbandsliga Mittelrhein und wurden auf Anhieb Meister. Bei der Westdeutschen Amateurmeisterschaft erreichte die Mannschaft zunächst ein 1:1 bei der SpVg Beckum und verlor danach mit 2:5 gegen den VfL Benrath. Damit wurden die Stolberger Letzter.
In den folgenden Jahren ging es sportlich für den Verein bergab. 1959 schaffte die Mannschaft erst nach einem 2:0-Entscheidungsspielsieg über Godesberg 08 den Klassenerhalt. Drei Jahre später folgte der Abstieg in die Landesliga, dem 1966 der Gang in die Bezirksklasse und 1971 der in die Kreisklasse folgte. Im Jahre 1975 gelang die Rückkehr in die Landesliga. Diese konnte allerdings nur zwei Jahre gehalten werden. In einer Entscheidungsspielrunde gegen Rhenania Würselen und den Amateuren von Alemannia Aachen wurden die Stolberger Letzter. In den 1980er und 1990er Jahren wurde der Stolberger SV zu einer Fahrstuhlmannschaft zwischen Bezirksliga und Kreisliga A. Mit dem Abstieg in die Kreisliga B im Jahre 2009 erreichte der Verein seinen sportlichen Tiefpunkt. 

## Persönlichkeiten (Auswahl)
- Günter Knops
- Joaquín Montañés
- Helmut Schiffer

## Nachfolgeverein FC Stolberg
Ein Jahr später fusionierte der Stolberger SV mit dem im Jahre 1920 gegründeten Verein DJK Frisch Froh Stolberg zum FC Stolberg 10. Dieser fusionierte drei Jahre später mit dem im Jahre 1923 gegründeten SC Münsterbusch zum FC Stolberg 2010/1923. Dieser startete in der Aachener Kreisliga A, musste jedoch im Jahre 2016 absteigen. Drei Jahre später gelang der Wiederaufstieg. In der Saison 2021/22 wurden die Stolberger Vizemeister hinter dem FC Teutonia Weiden.